# Нарцисс (балет)
«Нарци́сс» (фр. Narcisse) также «Нарци́сс и Э́хо» — одноактный балет в постановке М. М. Фокина 1911 года на музыку Н. Н. Черепнина «Нарцисс и Эхо», op. 40, по «Метаморфозам» Овидия (Книга III, Эхо: 339—401; Нарцисс: 402—510). Первое представление состоялось силами антрепризы Русский балет Дягилева 26 апреля 1911 года в Театре Монте-Карло.

## Премьера
- 1911 — 26 апреля[1][2][3][4][К 1], «Нарцисс», мифологическая поэма в одном акте. Сценарий Л. С. Бакста, музыка Н. Н. Черепнина, хореография М. М. Фокина, сценография Л. С. Бакста, дирижёр Н. Н. Черепнин, режиссёр С. Л. Григорьев[1]. Действующие лица и исполнители:
- Нарцисс — В. Ф. Нижинский
- Нимфа Эхо — Т. П. Карсавина
- Вакханка — Б. Ф. Нижинская

Среди других персонажей: вакханки, беотийцы, нимфы. Е. Я. Суриц приводит название «Нарцисс и Эхо» в соответствии с названием сочинения Н. Н. Черепнина, op. 40, которое помимо «Нарцисса» также встречается в воспоминаниях М. М. Фокина. Очевидно, имеется различие между балетом «Нарцисс», как синтеза искусств музыки, хореографии и живописи; и музыкальным сочинением (музыки к балету) «Нарцисс и Эхо», хотя сам Фокин не определял такое различие названий.

## Музыка Черепнина

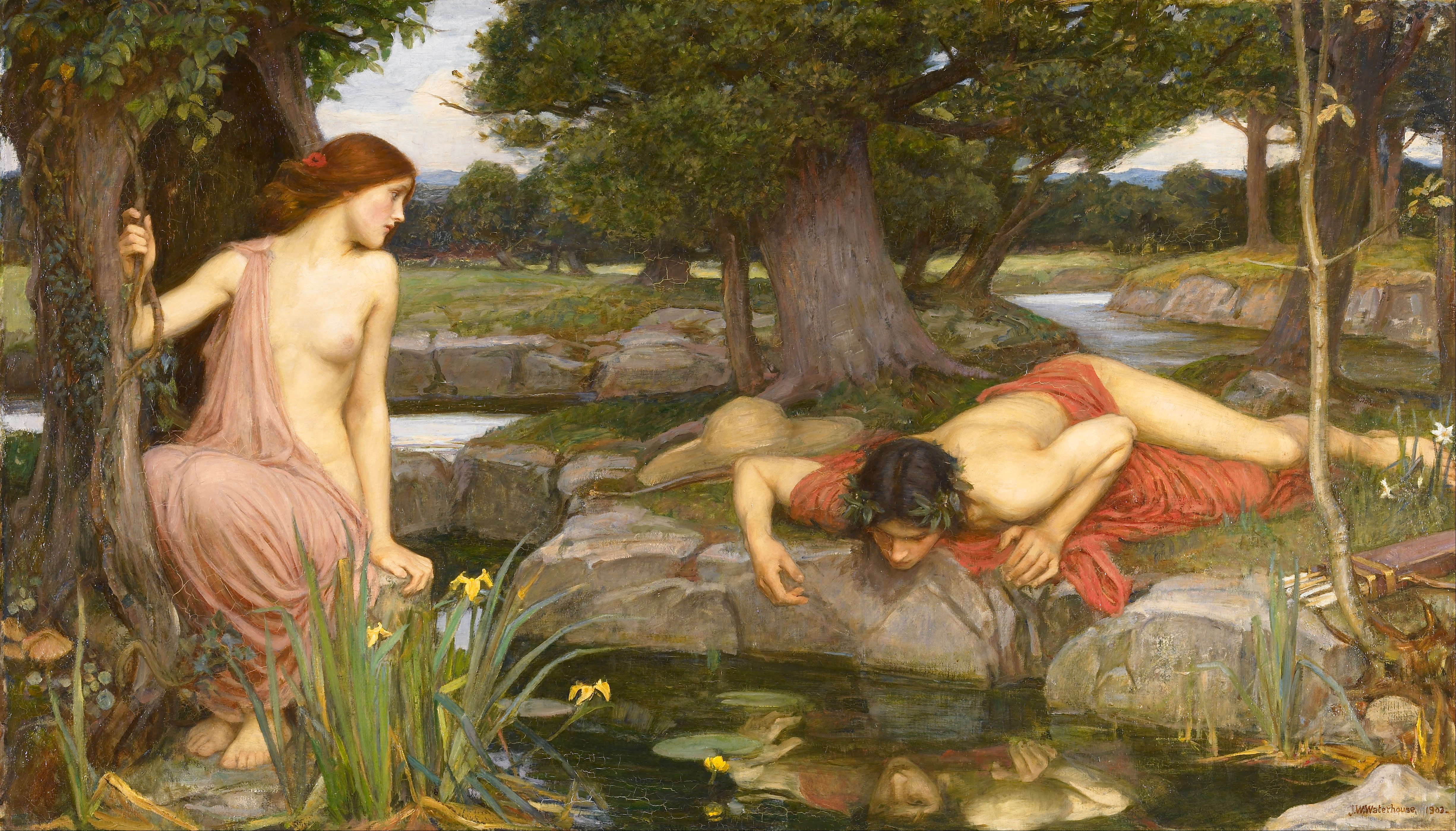
Д. У. Уотерхаус. Эхо и Нарцисс, 1903

Согласно партитуре Черепнина, музыка балета разделяется на части:
- I. Пантеистический пейзаж (Un paysage panthéiste)
- II. Пробуждение лесного духа… Он играет на флейте (Un sylvain se réveiulle… Il joue de la flûte)
- III. Выход беотийцев и беотиек (Entrée des jeunes Béotiens et Béotiennes)
- IV. Танец вакханки (Danse de la Bacchante)
- V. Далёкие голоса (Chants lointains)
- VI. Танец Нарцисса (Danse de Narcisse)
- VII. Покинутая Эхо (Echo est abandonnée)
- VIII. Появляется уставший Нарцисс (Entre Narcisse, épuisé par la fatigue; Нарцисс у ручья)
- IX. Появление Эхо (L'arrivée Echo)
- X. Нарцисс превращается в цветок (Narcisse se transforme en une fleur)

## Хронология показов балета «Нарцисс» в Русских сезонах
- 1911
  - апрель, в Монте-Карло, Опера Монте-Карло
  - 6 июня премьера в Париже, Театр Шатле[8]

- 1912 
  - 9 июля премьера в Лондоне, Ковент-Гарден
  - в августе в Довиле, Théâtre du Casino[9]

- 1913
  - 2, 6, 7 января в Будапеште, Венгерская королевская опера
  - с 4 февраля по 7 марта в Лондоне, Ковент-Гарден[10]
  - 25 апреля и 4 мая в Монте-Карло, Опера Монте-Карло[11]
  - 24 июня — 25 июля в Лондоне, Друри-Лейн
  - сентябрь — октябрь в турне по Латинской Америке (Аргентина, Уругвай, Бразилия)[12]

- 1914 — с 8 июня по 25 июля в Лондоне, Друри-Лейн[13]

- 1916 
  - январь — апрель в турне по США[14]
  - 22 и 25 апреля в Нью-Йорке, Метрополитен-опера[15]
  - с октября 1916 года по февраль 1917 года в турне по США и Канаде[16]

- 1917 
  - 25 июля — 5 августа турне по Латинской Америке (Уругвай, Бразилия, Аргентина)[17]
  - 12 ноября в Барселоне, Лисео[18]
  - 26 и 27 ноября в Мадриде Королевский театр[18]

- 1919
  - 7—19 апреля в Манчестере
  - с 30 апреля по 30 июля в Лондоне, Альгамбра[19]

- 1923 — 11, 15, 20 и 25 декабря в Опере Монте-Карло[20]
- 1924 — 20 марта, 13 и 16 апреля в Опере Монте-Карло[21]
- 1925
  - 19 и 25 апреля в Опере Монте-Карло
  - с 18 мая по 13 июня в Лондоне

Согласно репертуару Русских сезонов, последние показы «Нарцисса» состоялись в 1925 году: 19 и 25 апреля в Опере Монте-Карло, в мае — июне в Лондоне.

## Оценки
В. М. Красовская приводила мнение Н. Я. Мясковского 1912 года о музыке балета: «Законченных номеров в этой поэме-балете нет; это непрерывный ряд то весёлых, то задумчивых, то страстных, то устало-замедленных картин, сцен, скользящих, мимолётных поз».
Весной 1914 года С. С. Прокофьев описал впечатления о концерте музыки балета: «Это очень интересная вещь, часто с хорошей музыкой, иногда  с водянистой заимствованной иллюстративностью, но необычайно занятно, а местами ошеломляюще интересно. Балет имел успех, а мы, ученики  дирижёрского класса, поднесли корзину с нарциссами, весьма удачно выбранными Гауком. Зайдя в артистическую, где толпилась масса народу, мы поздравили профессора с успехом». Летом 1914 года Прокофьев присутствовал на представлении балета в Лондоне, о чём позже писал Мясковскому: «„Нарцис“ на сцене очень мил. Искренность и поэтичность привлекают настолько, что почти заставляют простить многочисленные грехи (за исключением грубой вакханалии)». Осенью того же года композитор оставил запись в дневнике о том, что «Нарцисс» Черепнина «очень нравится, такой элегантный и изобразительный, хотя что ни нота, то откуда-нибудь схвачено».
Согласно Вере Красовской, в балете «Нарцисс» хореография Михаила Фокина была представлена шире, чем «античные движения» репертуара Айседоры Дункан, а также «Эвники» (1907) или вакханалии из «Клеопатры» (1909) самого Фокина. «Но богатство тембров, цветовых пятен, скульптурных поз и движений, открытие новых приёмов пантомимы оборачивались собственной противоположностью. Любопытный опыт синкретизации различных искусств [музыки, пения, хореографии и сценографии] ограничивал возможности каждого из них в отдельности. Жесты, имитируя звук, теряли выразительную силу. Вокал, введённый для того, чтобы пояснить исходную ситуацию и смысл хореографического приёма, разлагал балетную форму, как это отметил Левинсон, и далеко уступал хору в «Щелкунчике», который играл „чисто музыкальную роль“».

## Одноимённые постановки
Данный балет М. М. Фокина на музыку Н. Н. Черепнина следует отличать от постановок или хореографических миниатюр под тем же названием:
- 1918 — 28 мая, постановка (либо возобновление?) балета «Нарцисс» балетмейстера Л. Л. Новикова, сценограф И. С. Федотов. Исполнители: Нарцисс — Л. Л. Новиков, нимфа Эхо — Е. М. Адамович. Театр сада «Аквариум», Москва, силами артистов Большого театра[3]
- 1960 — хореографическая миниатюра «Нарцисс» балетмейстера К. Я. Голейзовского на музыку Н. Н. Черепнина в исполнении В. В. Васильева, Концертный зал имени П. И. Чайковского, Москва[28][29]
  - 1989 — 23 марта, возобновление хореографической миниатюры «Нарцисс» К. Я. Голейзовского балетмейстером В. В. Васильевым, исполнитель — В. А. Малахов[28]
- 1984 — хореографическая миниатюра «Нарцисс» балетмейстера Г. Д. Алексидзе на музыку С. Ф. Цинцадзе, исполнитель — Н. А. Долгушин. Оперная студия Ленинградской конcерватории[28]

Кроме указанных предпринимались иные постановки на музыку Клода Дебюсси.

## Комментарии
1. ↑  Вопреки указанным источникам Е. В. Сергеенко датирует премьеру 26 мая 1911 года.